# Дуглас, Марселлус
Марселлус Дуглас (англ. Marcellus Douglass; 5 октября 1820 — 17 сентября 1862) — американский юрист, политик и военный, делегат Джорджианского совета по сецессии, полковник армии Конфедерации во время гражданской войны в США. В сентябре 1862 года принял временное командование бригадой Лоутона, и был командиром этой бригады во время сражения при Энтитеме, где погиб в бою на поле Миллера.

## Ранние годы
Дуглас родился в джорджианском городке Томастон. О его юности известно очень мало; он окончил Университет Джорджии, получил лицензию адвоката и несколько лет работал юристом в городе Катберт. В эти годы он женился на Мэнли Софи Дэвис (1835-1892), и у них родились четверо детей: Эуген, Нелли, Марселлус-младший и Джесси. Вероятно, он достиг известности в своём округе, потому что стал одним из двух делегатов от округа Рэндольф на совете по сецессии, который собирался в Милледжвилле с 16 января по 23 марта 1861 года. На совете Дуглас голосовал за сецессию Джорджии (19 января), а затем участвовал в создании новой конституции Джорджии.

## Гражданская война
Когда работа совета по сецессии завершилась, Дуглас набрал кавалерийскую роту для армии Джорджии. В июне эта рота была переформирована в пехотную и 19 июня стала ротой «Е» 13-го Джорджианского пехотного полка («Randolph Volunteers»). В тот же день Дуглас получил звание капитана этой роты. Уже 8 июля 1861 года он стал подполковником.
Летом полк Дугласа был включён в бригаду Джона Флойда и размещён в Западной Вирджинии. Он принял участие в нескольких мелких сражениях, а в конце года был возвращён в Джорджию. В декабре 13-й Джорджианский перевели в Саванну. В феврале 1862 года командир полка, полковник Эктор, умер от болезни, и Дуглас стал командиром полка и получил звание полковника. Немного позже полк перевели на побережье около Саванны и полк Дугласа участвовал в нескольких перестрелках, в частности, с 8-м Мичиганском полком на острове Уайтмарш.
В июне 1862 года 13-й Джорджианский полк был введён в состав бригады Александра Лоутона, которая была одной из бригад дивизии Томаса Джексона. Но бригада почти сразу же была переведена в состав дивизии Ричарда Юэлла. 28—30 августа Дуглас впервые принял участие в крупном сражении, когда бригада Лоутона была задействована во Втором сражении при Булл-Ран. Когда был ранен генерал Юэлл, то Лоутон принял командование дивизией, сдав свою бригаду Дугласу. Дуглас командовал бригадой до конца сражения и остался во главе бригады после его завершения.
Через несколько дней началась Мэрилендская кампания. Бригада Дугласа перешла реку Потомак у Лисберга и пришла во Фредерик, откуда уже через несколько дней отправилась к Харперс-Ферри через Уильямспорт и Мартинсберг. Бригада участвовала в блокаде города с запада, а 15 сентября город сдался. В тот же день Джексон повёл свои дивизии на соединение с основной армией к Шарпсбергу. На тот момент бригада Дугласа состояла из шести джорджианских полков:
- 13-й Джорджианский пехотный полк: кап. Кидд
- 26-й Джорджианский пехотный полк: полковник Эдмунд Аткинсон
- 31-й Джорджианский пехотный полк: подполковник Джон Кроудер, май. Джон Лоув
- 38-й Джорджианский пехотный полк: кап. Уильям Бэттей, кап. Питер Бреннан
- 60-й Джорджианский пехотный полк: май. Уотерс Джонс
- 61-й Джорджианский пехотный полк: полк. Джон Ламар, май. Арчибальд Макрей

### Сражение при Энтитеме
Бригада пришла к Шарпсбергу днём 16 сентября и встала в лесу около церкви Данкер-Чёрч. Поздно ночью дивизию Лоутона отправили на смену дивизии Худа и она заняла позицию на кукурузном поле Миллера. Утром 17 сентября справа от бригады Дугласа стояла бригада Тримбла, но между флангами бригад образовался разрыв. Лоутон прислал на усиление луизианскую бригаду Хайса, которой Дуглас велел встать позади своей бригады. Он так же отправил 31-й Джорджианский полк в передовую стрелковую цепь. Когда около 06:00 федеральная бригада Дьюри начала наступление через кукурузу, Дуглас приказал бригаде лечь на землю, прицелиться в верхи кукурузы и ждать. Как только пехота противника вышла из кукурузы, бригада вскочила на ноги и дала залп. Завязалась перестрелка на дистанции в несколько десятков метров. Федеральные 107-й Пенсильванский и 97-й Нью-Йоркский вели бой в основном с левыми полками Дугласа: 26-м, 38-м и 61-м Джорджианскими.
Во время боя Дуглас находился позади своей боевой линии, выравнивая линию и подбадривая своих людей. За время боя он получил 7 лёгких ранений, и только 8-е попадание оказалось смертельным. Командование бригадой принял майор Джон Холлиндер Лоув.